# Alstroemeria ligtu
Alstroemeria ligtu là một loài thực vật có hoa trong họ Alstroemeriaceae. Loài này được L. miêu tả khoa học đầu tiên năm 1762.